# Les Piqueurs de fûts
Pour plus de détails, voir Fiche technique et Distribution.
Les Piqueurs de fûts est un court métrage de Georges Méliès sorti en 1901 au début du cinéma muet.

## Fiche technique
- Réalisation, scénario et producteur : Georges Méliès
- Société de production : Star Film
- Format : Muet - Noir et blanc
- Genre : Comédie